# Équipe des Tuvalu masculine de basket-ball
Maillots
Actualités
L'équipe des Tuvalu masculine de basket-ball, est la sélection des meilleurs joueurs tuvaluans de basket-ball. Elle est placée sous l'égide de la fédération des Tuvalu de basket-ball.
En 1987, elle rejoint la FIBA, plus tard la FIBA Océanie.

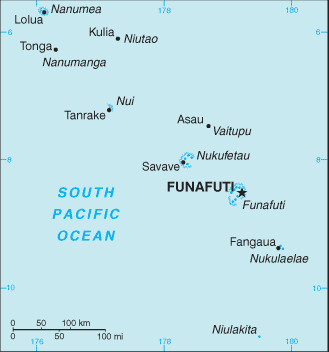
Carte des Tuvalu

## Palmarès

### Basket-ball aux Jeux olympiques
Vierge (0/19)

### Coupe du monde de basket-ball masculin
Vierge (0/17)

### Championnat d'Océanie de basket-ball
Vierge (0/23)

### Tournoi d'Océanie de basket-ball
Vierge (0/11)

### Parcours au tournoi de basket-ball aux Jeux du Pacifique
| Année | Position | Match | Victoire | Nul | Défaite | Paniers marqués | Paniers encaissés |
| ----- | -------- | ----- | -------- | --- | ------- | --------------- | ----------------- |
| 1963  | X        | -     | -        | -   | -       | -               | -                 |
| 1966  | X        | -     | -        | -   | -       | -               | -                 |
| 1969  | X        | -     | -        | -   | -       | -               | -                 |
| 1971  | X        | -     | -        | -   | -       | -               | -                 |
| 1975  | X        | -     | -        | -   | -       | -               | -                 |
| 1979  | X        | -     | -        | -   | -       | -               | -                 |
| 1983  | X        | -     | -        | -   | -       | -               | -                 |
| 1987  | X        | -     | -        | -   | -       | -               | -                 |
| 1991  | X        | -     | -        | -   | -       | -               | -                 |
| 1995  | X        | -     | -        | -   | -       | -               | -                 |
| 1999  | X        | -     | -        | -   | -       | -               | -                 |
| 2003  | X        | -     | -        | -   | -       | -               | -                 |
| 2007  | X        | -     | -        | -   | -       | -               | -                 |
| 2011  | X        | -     | -        | -   | -       | -               | -                 |
| 2015  | X        | -     | -        | -   | -       | -               | -                 |
| 2019  | X        | -     | -        | -   | -       | -               | -                 |
| Total | X        | 0     | 0        | 0   | 0       | 0               | 0                 |

## Nations rencontrées
| Adversaire | Joués | Victoires | Matchs nuls | Défaites | Paniers marqués | Paniers encaissés |
| Total      | 0     | 0         | 0           | 0        | 0               | 0                 |
| ---------- | ----- | --------- | ----------- | -------- | --------------- | ----------------- |